# Autodéfenses unies de Colombie
Pour les articles homonymes, voir Autodéfense et AUC.
Les Autodéfenses unies de Colombie (en espagnol : Autodefensas Unidas de Colombia ; AUC) sont un groupe paramilitaire colombien, fondé le 18 avril 1997 sous l'égide de Carlos Castaño à partir d'une unification des groupes paramilitaires préexistants fondés à l'initiative de l’armée, de propriétaires terriens ou des cartels de drogue. Il s'agit de la plus grande force paramilitaire du pays.
Les paramilitaires constituaient une force auxiliaire de l’armée colombienne « utilisée pour semer la terreur et détourner les soupçons concernant la responsabilité des forces armées dans les violations des droits humains ». Les AUC étaient officiellement illégales et placées sur la liste des organisations terroristes du Canada, des États-Unis et de l'Union européenne. L'organisation est généralement tenue responsable par les ONG et organismes officiels de la grande majorité des crimes perpétrés durant le conflit.

## Constitution des AUC
De 1994 à 1997, les paramilitaires de la Colombie se fédèrent sous la bannière des Autodéfenses unies de Colombie (AUC), et affirment constituer une réaction de la classe moyenne colombienne à la violence dégradée des groupes de guérilla. À l'époque, les AUC se définissent comme « un mouvement national politico-militaire, de caractère anti-subversif, qui protège l’État de droit, la liberté économique et l'équilibre social ». Bien que le groupe ait incorporé à son discours un fondement idéologique en invoquant régulièrement la défense de la propriété privée et de la démocratie, ses membres de base ne présentaient habituellement qu'un faible degré de politisation et étaient avant tout des mercenaires ; ils étaient rémunérés et pouvaient le plus souvent quitter le groupe lorsqu'ils le voulaient, ce qui explique pourquoi les AUC ont fini par dégénérer en organisation narco-criminelle avant d’imploser pour donner naissance à plusieurs groupes se battant régulièrement entre eux pour le contrôle du trafic de drogue, plutôt que de se reconstituer en parti politique après leur démobilisation.
Des offensives importantes et la collaboration tacite des autorités militaires leur permettent de posséder une forte influence dans de larges zones du pays au début et au milieu des années 2000, surtout dans le centre et le nord du pays, ainsi que dans l'ancienne zone démilitarisée du Caguán. Au cours de leur existence, les AUC ont des affrontements violents avec les FARC et l'ELN et contribuent à l'affaiblissement de ces forces au cours des années 2000. Toutefois leur stratégie militaire ne consiste généralement pas à attaquer de front les groupes de guérilla – les combats entre guérilleros et paramilitaires sont peu fréquents et se produisent généralement à l’initiative des premiers – mais à semer la terreur parmi les populations civiles considérées comme leur base logistique.

## Massacres de civils
ONG et organismes internationaux s'accordent pour attribuer aux paramilitaires l'essentiel des crimes du conflit armé colombien. L'ONU leur impute 80 % des meurtres, contre 12 % pour les guérillas et 8 % pour les soldats du gouvernement . En 2005, Amnesty international déclare que « la très grande majorité des assassinats politiques, disparitions de personnes et cas de tortures ont été perpétrés par des paramilitaires soutenus par l’armée ». La Comisión Colombiana de Juristas rapporte que pour l'année 2000, 85 % des meurtres à motivations politiques proviennent des paramilitaires et des forces armées gouvernementales.
La torture est employée de manière systématique par les paramilitaires sur leurs victimes, et aboutit au décès de la personne dans l’immense majorité des cas. Conceptualisé suivant des codes précis, son usage ne présente pas un caractère spontané, il ne s'agit pas de satisfaire d'éventuelles pulsions sadiques de ses auteurs mais de répondre à des objectifs réfléchis. Pour obtenir des renseignements, des simulations de noyades, d’asphyxies et des électrocutions sont privilégiées. Lorsqu’il s'agit de terroriser une communauté paysanne ou indigène, des individus sont démembrés à la machette ou à la tronçonneuse (la seconde option reste la plus courante et constituait une « signature »). La torture peut aussi être pratiquée sur des membres des groupes paramilitaires par mesure disciplinaire.
Pour faire disparaître plus facilement leurs victimes, les AUC emploient dans certaines régions de Colombie des fours crématoires. Des témoins racontent que les paramilitaires « tuaient des gens, les enterraient dans des fosses et les déterraient six mois plus tard pour les brûler tous en même temps. Parfois, ils ouvraient les cadavres en deux, sortaient tout ce qu’il y avait dedans et, quand ils étaient secs, les coupaient en petits morceaux. Une fois hachés menus, ils les jetaient dans le four. Ici, on appelait cet endroit "l’abattoir" ». Bien que ces fours aient principalement servi à la disparition de cadavres, des personnes y ont également été jetées vivantes,. Dans de plus rares cas des paramilitaires se sont livrés au cannibalisme.
Dans le cadre de leur démobilisation et du processus judiciaire qui en découle, les paramilitaires admettent leur responsabilité pour 30 000 assassinats et 68 000 actes de déplacements de populations. Ces chiffres se fondent néanmoins uniquement sur les aveux des démobilisés, et n'incorporent donc pas les victimes des paramilitaires tués ou toujours actifs. La justice colombienne évalue plutôt à environ 150 000 morts l'action des AUC et des groupes paramilitaires antérieurs. Ces milices sont aussi responsables de la grande majorité des 3,5 millions de déplacés par la guerre.

## Financement

### Trafic de drogue
Selon Carlos Castaño, ancien chef paramilitaire, les AUC participent au trafic de drogue et en dirigent une partie. Selon lui, 70 % des recettes des AUC provenaient du trafic de drogues. En septembre 1997, l’Observatoire géopolitique des drogues de Paris affirmait que la majorité de la cocaïne arrivant dans les ports espagnols, belges et hollandais provenait des zones côtières colombiennes contrôlées par les AUC.

### Entreprises privées
Plusieurs entreprises et multinationales ont apporté leur contribution au financement des milices paramilitaires. Parmi elles, la multinationale Chiquita Brands International, plus connue sous le nom de United Fruit, a été condamné en mars 2007 par la justice américaine au versement d'une amende de 18,8 millions d'euros pour avoir financé les AUC, alors déjà inscrits sur la liste des « organisations terroristes étrangères » du ministère des Affaires étrangères des États-Unis,. Chiquita, via sa filiale colombienne Banadex S.A. a également fourni des armes et des munitions aux AUC.
Outre Chiquita, 193 autres entreprises de production et d'exportation de bananes ont participé au financement du paramilitarisme colombien. Elles ont versé un total de 33 millions de dollars aux AUC et contribué à la logistique d’importation clandestine d'armement.
Coca-Cola a aussi usé des paramilitaires pour assassiner des syndicalistes. Au moins une dizaine de syndicalistes qui travaillaient dans les usines colombiennes de la multinationale ont été assassinés.

### Accaparement de terres
Les paramilitaires se sont emparés de nombreuses terres en intimidant les paysans. Ils venaient pour acheter les terres à prix dérisoire et donnaient vingt-quatre heures aux occupants pour partir, menaçant sinon « d'acheter à la veuve ».

## Entraînement, lutte et connexions internationales
La discipline observée à l'intérieur des AUC comprend une obéissance absolue aux chefs. Ces derniers possèdent le droit de mort sur leurs subordonnés et semblent pouvoir l'utiliser sans contrainte :
« Notre entraînement a duré un mois, parce que nous étions déjà réservistes. On nous a appris l’importance de la fidélité à nos chefs, et surtout l’importance du silence que nous devions tenir sur tout ce que nous voyions ou entendions. Pour moi, ça n’a pas été difficile de m’adapter parce que je venais de quitter l’armée, mais les nouvelles règles étaient dures. Notre instructeur était très strict et ne pardonnait pas les erreurs. Une fois, ils chargèrent un nouveau compagnon d’une tâche pour laquelle il devait se lever à trois heures du matin. Mais, il est resté endormi et ne s’est pas levé. Le commandant nous a tous réveillés et à pas de loup nous a emmené là où dormait le type. Quand nous sommes arrivés près de son lit, il lui a retiré son pistolet et a ordonné à l’un de nous qu’il le tue dans son sommeil. Ce dernier n’a pas réagi, peut être qu’il pensait que c’était une blague, et il n’a pas pris l’arme. Le commandant n’a pas répété l’ordre, il a mis le canon sur la tempe du type endormi et il a tiré sans sommation. Le sang éclaboussait son visage. Il est revenu vers nous, qui avions été effrayés, et sans trembler mit une balle dans la tête à la personne qui n’avait pas pris le pistolet alors qu’il le lui avait ordonné. »
En novembre 2001, une cargaison de 3117 kalachnikovs et 5 millions de cartouches à destination des AUC est déchargée au port de Turbo, en Colombie. La livraison a été réalisée par l'intermédiaire du trafiquant d'armes israélien Shimon Yenilek et avec l'aval du cartel mexicain de Sinaloa.
Le principal commandant des AUC, Carlos Castaño, a assuré en 2001 que « les pressions de la communauté internationale peuvent influencer le haut commandement, mais, sur le terrain, personne ne pourra jamais diviser des frères unis contre un même ennemi. Je n’ai pas à craindre l’armée parce qu’elle ne peut rien me faire ». Le rapport de la Commission des droits de l'homme des Nations unies, réalisé en 2001, confirme : « Le bureau a été témoin de déclarations des autorités de l’armée indiquant que le mouvement paramilitaire n’attente pas à l’ordre constitutionnel et que, par conséquent, l’armée n’a pas à le combattre (…). En revanche, les militaires mènent des opérations d’envergure contre les guérillas, dans lesquelles ils déploient des ressources humaines et logistiques énormes (…). Généralement, l’attaque contre les groupes paramilitaires ne fait l’objet que de faibles escarmouches, réquisitions ou détentions individuelles et sporadiques. » Castaño reconnait également entretenir des relations amicales avec le haut clergé catholique et une partie des dirigeants politiques. Il ajoute que « les Américains ont toléré » les groupes paramilitaires.

### Relations avec la classe politique
Lors d'une réunion secrète à Santa Fé de Ralito, le 23 juillet 2001, plusieurs maires, sénateurs, chefs d’entreprise et gouverneurs scellèrent une alliance avec les chefs des AUC afin de permettre une « refondation de la patrie » au nom d’un « nouveau contrat social » basé sur le « droit à la propriété ».
Le scandale de la parapolitique éclate en 2006 et met au grand jour les liens entre de nombreux responsables politiques et les paramilitaires. Des dirigeants politiques et hauts fonctionnaires ont bénéficié de ces alliances via l'intimidation et les actions armées des groupes paramilitaires contre la population civile. À la suite de l'amnistie de 2005 et de la démobilisation relative des AUC, certains paramilitaires ont obtenu des postes dans les conseils municipaux, les assemblées municipales ainsi qu'au Congrès et dans d'autres organes étatiques. D'un autre côté, certains politiques sont accusés de détournement de fonds, utilisés pour financer les groupes armés illégaux, et auraient aussi organisé des fuites facilitant leurs opérations, qui incluent des massacres, assassinats, déplacements forcés de population afin d'augmenter leur puissance.
Ce scandale a abouti à l'arrestation de sénateurs proches du président Uribe (Alvaro García, Jairo Merlano et Erick Morris) puis de celle d'un ancien chef des services de renseignement, le Departamento Administrativo de Seguridad (DAS), Jorge Noguera. En 2007, l'ancien sénateur Mario Uribe Escobar, cousin germain du président Uribe, a dû démissionner en raison de ses liens avec les paramilitaires, 64 congressistes (soit le quart du Congrès de la République de Colombie) ont été identifiés, en 2008, par la Cour suprême de justice dans le scandale de la parapolitique. Les politiciens inculpés ont fréquemment recours à la mesure de « condamnation anticipée », grâce à laquelle ils bénéficient de réductions de peine confortables s’ils reconnaissent les faits.
L'ex-chef paramilitaire Salvatore Mancuso confirme en 2023 devant la Juridiction spéciale pour la paix que son organisation a contribué à faire élire présidents Andrés Pastrana en 1998 et Álvaro Uribe en 2002.

## Activités au Venezuela
Les paramilitaires commencent à opérer au Venezuela au début des années 2000, mais les raisons précises de leur présence dans le pays restent assez méconnues. Plusieurs journalistes et officiels du gouvernement vénézuélien estiment que certaines composantes de l'opposition ont fait appel aux services des paramilitaires après l’échec du coup d’État d'avril 2002. Pour d'autres, les paramilitaires se seraient déplacés au Venezuela sur des motivations pécuniaires, en raison de l’emplacement stratégique du pays pour l'exportation de cocaïne.

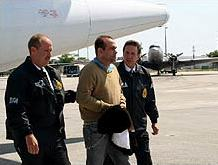
Salvatore Mancuso, dirigeant des AUC, lors de son extradition vers les États-Unis en 2008.

« Javier », un commandant du « Bloc catatumbo » des AUC désormais actif au Venezuela, explique recevoir des contrats pour éliminer « des personnes qui posent problème en occupant des terres ou celles qui appuient le plus grand guérillero d’Amérique du Sud, celui qui se trouve au Palais de Miraflores ». Salvatore Mancuso, ex-chef militaire des AUC, reconnaît également après sa démobilisation avoir été contacté par des hommes politiques et militaires vénézuéliens pour organiser un putsch contre Hugo Chávez.
Ces activités seront surtout médiatisées en 2004, lorsque plus de 150 paramilitaires sont capturés dans la propriété d'une figure locale de l'opposition. Ils se préparaient à provoquer des troubles armés et ainsi déstabiliser le gouvernement. Ils auraient également envisagé d'assassiner le président Hugo Chavez. En décembre 2015, l'un des principaux ex-chefs paramilitaires est arrêté au Venezuela.

## Processus de démobilisation
À l'origine du fait paramilitaire était le droit octroyé par l’État colombien aux propriétaires terriens d’assembler des « milices d'autodéfenses » (décret 3398; 1965) . L’armée gouvernementale n'était en effet pas en mesure de couvrir la totalité du territoire, et des portions reculées du pays offraient en conséquence un terreau favorable sur lequel se développer pour les guérillas. Sous cet angle, le Plan Colombie, propulsé en 2001, constitue le facteur essentiel de la démobilisation des paramilitaires. Il offre à l'armée colombienne la possibilité de soutenir seule l’effort de guerre contre les FARC et l'ELN grâce à un renforcement significatif de ses effectifs et du matériel placé à sa disposition. Dans cette nouvelle donne, les paramilitaires ne sont non seulement plus indispensables, mais deviennent au contraire encombrants de par leur présence sur les listes des organisations terroristes dressées par les États-Unis et l'Union européenne. Certains élus démocrates du Congrès se montrent réticents à apporter un soutien d'une aussi grande ampleur à une armée compromise avec des groupes classés terroristes.
Ainsi, peu après son investiture comme président de la Colombie, Alvaro Uribe fait débuter des négociations avec les AUC, pour lesquelles sont démilitarisés 370 km² du département de Córdoba. Toutefois, à la différence des précédentes négociations effectuées avec les guérillas, celles-ci ne portent pas sur des thèmes sociaux et politiques. Elles ne concernent que les délimitations et conditions de l'impunité partielle accordée aux futurs démobilisés. Les paramilitaires ne constituent effectivement pas des acteurs indépendants du conflit colombien, animés de revendications politiques qui leur seraient propres, mais s'apparentent davantage à une force auxiliaire de l’armée colombienne. Théoriquement clandestins et illégaux, ils accomplissent la partie la plus sombre de la guerre de contre-insurrection : l'épuration de la société civile des bases sociales de la guérilla. Une « guerre sale » que ne pourrait assumer une armée régulière sans porter trop sérieusement atteinte à l’image du pays et du gouvernement,.

### Loi «Justice et paix» et démobilisation
Pour permettre la démobilisation des forces paramilitaires dans un cadre légal, gouvernement et parlement colombiens élaborent la loi Justice et Paix, mise en application à partir de 2005, qui comprend une large impunité (les peines ne peuvent excéder huit ans de prison, mais très peu de condamnations seront prononcées) accordée aux ex-miliciens sous condition d’aveux exhaustifs. Le processus de désarmement et de démobilisation s'étend principalement de 2003 à 2006 et voit effectivement la désagrégation consentie de la plupart des différentes unités paramilitaires, à l'exception du « Bloque Metro » qui devient alors la cible d'une offensive conjointe des autres groupes AUC et finit exterminé. Outre cet épisode fratricide, les désaccords entre chefs paras sur les modalités de la démobilisation entrainent d'autres purges sanglantes et voient notamment l’assassinat de Carlos Castano, principal fondateur et dirigeant de la milice. Postérieurement à leurs redditions, des chefs de milices seront extradés sur demande des États-Unis et condamnés pour trafic de drogue.
La loi prévoit également des compensations financières pour les victimes ou leurs familles, qui seront délivrées en fonction de la nature du préjudice subi (meurtres, viols, déplacements forcés, enrôlements d'enfants soldats, etc).

### Critiques et limites de la loi
Beaucoup d'ONG et d'associations de défenses des droits des victimes ont souligné le caractère injuste de la loi. Où, après des années d'assassinats, de viols et de crimes en tous genres, les paramilitaires se voyaient proposer des bourses censées favoriser leurs réinsertion. Par ailleurs, la démobilisation ne s'est effectuée qu'avec un très faible degré de surveillance. Alors que le nombre de paramilitaires ne s'élevait pas au-delà de 15 000 pour les estimations les plus élevées, ils seront plus de 35 000 à « rendre les armes ». Il semble à ce sujet que de nombreux simples criminels de droits commun aient également bénéficié des faveurs accordées par la loi en matière d'impunité et d'aides financières, et ce avec la complaisance de responsables gouvernementaux soucieux de produire rapidement des résultats,.
Un autre aspect négatif, qui en ce qui le concerne interpelle régulièrement l'actualité, est la réorganisation d'environ 20 % des démobilisés dans des groupes néo-paramilitaires. Qualifiés de « Bacrim » (Bandes criminelles émergentes) par les autorités pour insister sur l'absence de connivences entre eux et les forces de l’État, ainsi que sur leurs existences qu’elles affirment dépourvues de connotations politiques et uniquement motivées par le trafic de drogue, ces groupes n'en évoquent pas moins les paramilitaires sous bien des angles. Ils poursuivent une permanente campagne d'assassinats de syndicalistes et de militants de gauche, bien que sans doute moins intensive que du temps des AUC, et se sont trouvés impliqués dans de sanglants affrontements armés avec des mouvements guérilleros.
Enfin, la démobilisation affecte aussi grandement les institutions de l’État colombien. D'une part, la classe politique (plus du tiers des parlementaires et de nombreuses figures politiques locales), dont les accointances avec les paramilitaires sont dévoilées ouvertement, entraînant le scandale de la parapolitique, et d'autre part, l'armée, qui pour contrebalancer les effets dommageables de la dislocation de ses auxiliaires paramilitaires dans la lutte contre-insurrectionnelle se voit encouragée à produire plus de résultats qu'auparavant, et assassine pour ce faire des milliers de « faux positifs ».

### Filmographie
- Qui a tiré sur mon frère ?, de German Gutiérrez, avec l’Office national du film du Canada, 2005, 95 minutes.
- Impunité, de Juan José Lozano et Hollman Morris, 2010, 85 minutes.